# Copa Chile 2009
Copa Chile 2009 ("Chilenska cupen 2009") var den 32:a upplagan av Copa Chile, en turnering som spelas mellan klubbar i Primera A, Primera B, Tercera A och Tercera B samt ett antal klubbar från amatörserierna som väljs av ANFA (amatörfotbollsförbundet i Chile). Turneringen organiseras av ANFP (proffsfotbollsförbundet i Chile), fast i de första omgångarna organiseras cupen av ANFA då endast amatörlag deltar.
Unión San Felipe var det lag som vann turneringen efter en seger i finalen mot Municipal Iquique. San Felipe kvalificerade sig därmed till Copa Sudamericana 2010, medan Iquique hade chansen att göra likadant, men var då tvungna att vinna ett dubbelmöte mot ett lag i Primera División, vilket de inte lyckades med.

## Deltagande lag
| Division                | Antal lag | Första omgång   |
| ----------------------- | --------- | --------------- |
| Primera División        | 18        | Femte omgången  |
| Primera B               | 14        | Fjärde omgången |
| Tercera A               | 16        | Tredje omgången |
| Tercera B               | 17        | Andra omgången  |
| Regionala amatörmästare | 15        | Första omgången |
| Regionalt landslag      | 1         | Fjärde omgången |
| Totalt antal lag        | 81        | –               |

1. ↑  Förutom lagen Coyhaique och Punta Arenas, vars match räknades som en del av den tredje omgången

## Första omgången
I första omgången spelade amatörlag som vunnit sina regionala serier och därmed är amatörmästare. Vinnarna går vidare till andra omgången. Dessutom gavs ett lag ett fripass direkt till den andra omgången utan att behöva spela.
| Första omgången: Amatörmästare | Första omgången: Amatörmästare | Första omgången: Amatörmästare | Första omgången: Amatörmästare | Första omgången: Amatörmästare | Första omgången: Amatörmästare | Första omgången: Amatörmästare | Första omgången: Amatörmästare | Första omgången: Amatörmästare | Första omgången: Amatörmästare |
|                                | Totalresultat                  |                                | Match 1                        | Match 1                        | Match 1                        | Match 2                        | Match 2                        | Match 2                        |                                |
| Dag                            | Totalresultat                  | Tid                            | Resultat                       | Dag                            | Tid                            | Resultat                       |                                |                                |                                |
| ------------------------------ | ------------------------------ | ------------------------------ | ------------------------------ | ------------------------------ | ------------------------------ | ------------------------------ | ------------------------------ | ------------------------------ | ------------------------------ |
| Trasandino de Socoroma         | 4–3                            | Yungay                         | 10/05                          | 11:30                          | 2–2                            | 17/05                          | 12:00                          | 2–1                            |                                |
| Asotel                         | 3–2                            | Juventus                       | 10/05                          | 12:00                          | 1–0                            | 17/05                          | 16:00                          | 2–2                            |                                |
| Balmaceda (b)                  | 1–1                            | David Arellano                 | 10/05                          | 16:00                          | 0–0                            | 17/05                          | 15:00                          | 1–1                            |                                |
| Manuel Rodríguez               | 5–8                            | Juan Lyon                      | 10/05                          | 16:00                          | 1–3                            | 17/05                          | 16:00                          | 4–5                            |                                |
| Favorita de Lontué             | 2–3                            | Lord Cochrane                  | 10/05                          | 15:00                          | 1–0                            | 17/05                          | 15:00                          | 1–3                            |                                |
| Deportivo Lintz                | 1–3                            | Audax                          | 10/05                          | 15:00                          | 1–1                            | 17/05                          | 15:00                          | 0–2                            |                                |
| Fripass: Luchador              |                                |                                |                                |                                |                                |                                |                                |                                |                                |

## Andra omgången
Den andra omgången av Copa Chile var annorlunda jämfört med de övriga omgångarna. Lagen delades in i två grupper, en med amatörmästare (med andra ord, vinnare från omgång 1) och en med lag från Tercera B, som gick in i den här omgången. Lagen i de båda grupperna mötte varandra i dubbelmöten och vinnaren gick vidare till ytterligare ett dubbelmöte där lagen från båda grupperna mötte varandra. Vinnarna avancerade till den tredje omgången.

### Grupp Amatörmästare
Ett lag gavs fripass direkt till den andra fasen av den andra omgången.
| Andra omgången: Amatörmästare | Andra omgången: Amatörmästare | Andra omgången: Amatörmästare | Andra omgången: Amatörmästare | Andra omgången: Amatörmästare | Andra omgången: Amatörmästare | Andra omgången: Amatörmästare | Andra omgången: Amatörmästare | Andra omgången: Amatörmästare | Andra omgången: Amatörmästare |
|                               | Totalresultat                 |                               | Match 1                       | Match 1                       | Match 1                       | Match 2                       | Match 2                       | Match 2                       |                               |
| Dag                           | Totalresultat                 | Tid                           | Resultat                      | Dag                           | Tid                           | Resultat                      |                               |                               |                               |
| ----------------------------- | ----------------------------- | ----------------------------- | ----------------------------- | ----------------------------- | ----------------------------- | ----------------------------- | ----------------------------- | ----------------------------- | ----------------------------- |
| Trasandino de Socoroma (b)    | 4–4                           | Asotel                        | 24/05                         | 12:00                         | 3–0                           | 31/05                         | 12:00                         | 1–4                           |                               |
| Juan Lyon                     | 2–3                           | Balmaceda                     | 24/05                         | 16:00                         | 1–2                           | 31/05                         | 16:00                         | 1–1                           |                               |
| Luchador                      | 6–2                           | Audax                         | 31/05                         | 15:30                         | 1–1                           | 07/06                         | 15:00                         | 5–1                           |                               |
| Fripass: Lord Cochrane        |                               |                               |                               |                               |                               |                               |                               |                               |                               |

### Grupp Tercera B-lag
Ett lag gavs fripass direkt till den andra fasen av den andra omgången.
| Andra omgången: Lag från Tercera B | Andra omgången: Lag från Tercera B | Andra omgången: Lag från Tercera B | Andra omgången: Lag från Tercera B | Andra omgången: Lag från Tercera B | Andra omgången: Lag från Tercera B | Andra omgången: Lag från Tercera B | Andra omgången: Lag från Tercera B | Andra omgången: Lag från Tercera B | Andra omgången: Lag från Tercera B |
|                                    | Totalresultat                      |                                    | Match 1                            | Match 1                            | Match 1                            | Match 2                            | Match 2                            | Match 2                            |                                    |
| Dag                                | Totalresultat                      | Tid                                | Resultat                           | Dag                                | Tid                                | Resultat                           |                                    |                                    |                                    |
| ---------------------------------- | ---------------------------------- | ---------------------------------- | ---------------------------------- | ---------------------------------- | ---------------------------------- | ---------------------------------- | ---------------------------------- | ---------------------------------- | ---------------------------------- |
| Academia Quilpué                   | 0–6                                | Deportes Quilicura                 | 21/05                              | 15:30                              | 0–2                                | 27/05                              | 16:00                              | 0–4                                |                                    |
| Pudahuel Barrancas                 | 3–3 (3–4, str)                     | Cerro Navia                        | 20/05                              | 19:30                              | 3–0                                | 27/05                              | 20:00                              | 0–3                                |                                    |
| Provincial Talagante               | 9–2                                | Juventud Padre Hurtado             | 21/05                              | 16:30                              | 3–0                                | 28/05                              | 15:30                              | 6–2                                |                                    |
| Ferroviarios                       | 2–5                                | Universidad Iberoamericana         | 21/05                              | 15:30                              | 2–4                                | 28/05                              | 20:00                              | 0–1                                |                                    |
| Real León                          | 0–4                                | Corporación Ñuñoa                  | 21/05                              | 15:00                              | 0–2                                | 27/05                              | 15:00                              | 0–2                                |                                    |
| Municipal La Pintana               | 9–2                                | Lautaro                            | 21/05                              | 17:00                              | 6–2                                | 27/05                              | 20:00                              | 3–0                                |                                    |
| Academia Samuel Reyes              | 3–2                                | General Velásquez                  | 21/05                              | 15:00                              | 2–0                                | 27/05                              | 12:00                              | 1–2                                |                                    |
| CDS Enfoque                        | 1–6                                | Deportes Santa Cruz                | 21/05                              | 12:00                              | 1–3                                | 27/05                              | 20:00                              | 0–3                                |                                    |
| Fripass: Juventud Puente Alto      |                                    |                                    |                                    |                                    |                                    |                                    |                                    |                                    |                                    |

### Gruppvinnare
Vinnarna från varje grupp i den första fasen av den andra omgången möttes i dubbelmöten. Ett lag gavs dock fripass direkt till den tredje omgången, vilket var det sista fripasset som gavs under turneringen.
| Andra omgången: Vinnare av grupperna "Amatörmästare" och "Tercera B" | Andra omgången: Vinnare av grupperna "Amatörmästare" och "Tercera B" | Andra omgången: Vinnare av grupperna "Amatörmästare" och "Tercera B" | Andra omgången: Vinnare av grupperna "Amatörmästare" och "Tercera B" | Andra omgången: Vinnare av grupperna "Amatörmästare" och "Tercera B" | Andra omgången: Vinnare av grupperna "Amatörmästare" och "Tercera B" | Andra omgången: Vinnare av grupperna "Amatörmästare" och "Tercera B" | Andra omgången: Vinnare av grupperna "Amatörmästare" och "Tercera B" | Andra omgången: Vinnare av grupperna "Amatörmästare" och "Tercera B" | Andra omgången: Vinnare av grupperna "Amatörmästare" och "Tercera B" |
|                                                                      | Totalresultat                                                        |                                                                      | Match 1                                                              | Match 1                                                              | Match 1                                                              | Match 2                                                              | Match 2                                                              | Match 2                                                              |                                                                      |
| Dag                                                                  | Totalresultat                                                        | Tid                                                                  | Resultat                                                             | Dag                                                                  | Tid                                                                  | Resultat                                                             |                                                                      |                                                                      |                                                                      |
| -------------------------------------------------------------------- | -------------------------------------------------------------------- | -------------------------------------------------------------------- | -------------------------------------------------------------------- | -------------------------------------------------------------------- | -------------------------------------------------------------------- | -------------------------------------------------------------------- | -------------------------------------------------------------------- | -------------------------------------------------------------------- | -------------------------------------------------------------------- |
| Trasandino de Socoroma                                               | 2–3                                                                  | Balmaceda                                                            | 21/06                                                                | 11:30                                                                | 1–0                                                                  | 28/06                                                                | 15:00                                                                | 1–3                                                                  |                                                                      |
| Academia Samuel Reyes                                                | 1–4                                                                  | Lord Cochrane                                                        | 24/06                                                                | 19:00                                                                | 1–2                                                                  | 29/06                                                                | 15:00                                                                | 0–2                                                                  |                                                                      |
| Municipal La Pintana                                                 | 7–5                                                                  | Universidad Iberoamericana                                           | 10/06                                                                | 12:00                                                                | 4–2                                                                  | 24/06                                                                | 15:30                                                                | 3–3                                                                  |                                                                      |
| Deportes Quilicura                                                   | 3–2                                                                  | Juventud Puente Alto                                                 | 10/06                                                                | 15:30                                                                | 3–1                                                                  | 25/06                                                                | 21:00                                                                | 0–1                                                                  |                                                                      |
| Corporación Ñuñoa                                                    | 1–2                                                                  | Deportes Santa Cruz                                                  | 10/06                                                                | 15:00                                                                | 1–1                                                                  | 27/06                                                                | 15:30                                                                | 0–1                                                                  |                                                                      |
| Deportes Cerro Navia                                                 | 1–5                                                                  | Provincial Talagante                                                 | 17/06                                                                | 20:00                                                                | 0–1                                                                  | 25/06                                                                | 19:30                                                                | 1–5                                                                  |                                                                      |
| Fripass: Luchador                                                    |                                                                      |                                                                      |                                                                      |                                                                      |                                                                      |                                                                      |                                                                      |                                                                      |                                                                      |

## Tredje omgången
I den tredje omgången gick lag från Tercera A in i turneringen, där även vinnarna från den andra omgången deltog. Den spelades i vanliga dubbelmöten och inget fripass delades ut. Tre amatörlag hade lyckats kvalificera sig för den tredje omgången: Balmaceda, Lord Cochrane och Luchador. Alla de tre lagen gick direkt till den fjärde omgången utan att behöva spela en match i tredje omgången. Dessutom gick Lord Cochrane de Coyhaique och CSD Prat de Punta Arenas, båda amatörlag, in i den här omgången, där de spelade mot varandra vilket blev deras kvalmatch för turneringen.
| Andra omgången: Vinnare andra omgången och lag från "Tercera A" | Andra omgången: Vinnare andra omgången och lag från "Tercera A" | Andra omgången: Vinnare andra omgången och lag från "Tercera A" | Andra omgången: Vinnare andra omgången och lag från "Tercera A" | Andra omgången: Vinnare andra omgången och lag från "Tercera A" | Andra omgången: Vinnare andra omgången och lag från "Tercera A" | Andra omgången: Vinnare andra omgången och lag från "Tercera A" | Andra omgången: Vinnare andra omgången och lag från "Tercera A" | Andra omgången: Vinnare andra omgången och lag från "Tercera A" | Andra omgången: Vinnare andra omgången och lag från "Tercera A" |
|                                                                 | Totalresultat                                                   |                                                                 | Match 1                                                         | Match 1                                                         | Match 1                                                         | Match 2                                                         | Match 2                                                         | Match 2                                                         |                                                                 |
| Dag                                                             | Totalresultat                                                   | Tid                                                             | Resultat                                                        | Dag                                                             | Tid                                                             | Resultat                                                        |                                                                 |                                                                 |                                                                 |
| --------------------------------------------------------------- | --------------------------------------------------------------- | --------------------------------------------------------------- | --------------------------------------------------------------- | --------------------------------------------------------------- | --------------------------------------------------------------- | --------------------------------------------------------------- | --------------------------------------------------------------- | --------------------------------------------------------------- | --------------------------------------------------------------- |
| San Antonio Unido                                               | 3–7                                                             | Colchagua                                                       | 29/07                                                           | 20:00                                                           | 1–1                                                             | 02/08                                                           | 15:30                                                           | 2–6                                                             |                                                                 |
| Municipal Mejillones                                            | 2–3                                                             | Deportes Ovalle                                                 | 22/07                                                           | 20:00                                                           | 1–1                                                             | 29/07                                                           | 20:00                                                           | 1–2                                                             |                                                                 |
| Trasandino                                                      | 2–4                                                             | Peñalolén                                                       | 29/07                                                           | 15:30                                                           | 2–4                                                             | 02/08                                                           | 16:00                                                           | 0–0                                                             |                                                                 |
| Municipal La Pintana (b)                                        | 2–2                                                             | Deportes Quilicura                                              | 15/07                                                           | 12:00                                                           | 0–0                                                             | 29/07                                                           | 15:30                                                           | 2–2                                                             |                                                                 |
| Deportes Santa Cruz                                             | 1–2                                                             | Provincial Talagante                                            | 16/07                                                           | 15:30                                                           | 0–1                                                             | 29/07                                                           | 19:00                                                           | 1–1                                                             |                                                                 |
| Deportes Barnechea                                              | 4–2                                                             | Unión Quilpué                                                   | 16/07                                                           | 15:30                                                           | 2–1                                                             | 29/07                                                           | 12:00                                                           | 2–1                                                             |                                                                 |
| Magallanes                                                      | 7–2                                                             | Provincial AGC                                                  | 15/07                                                           | 20:00                                                           | 3–0                                                             | 31/07                                                           | 19:30                                                           | 4–2                                                             |                                                                 |
| Deportivo Temuco                                                | 5–4                                                             | Iberia                                                          | 16/07                                                           | 15:00                                                           | 2–1                                                             | 22/07                                                           | 13:30                                                           | 3–3                                                             |                                                                 |
| Linares Unido (b)                                               | 2–2                                                             | Fernández Vial                                                  | 16/07                                                           | 12:00                                                           | 2–1                                                             | 29/07                                                           | 19:00                                                           | 0–1                                                             |                                                                 |
| Unión Temuco                                                    | 5–0                                                             | Deportes Valdivia                                               | 22/07                                                           | 15:00                                                           | 3–0                                                             | 29/07                                                           | 19:00                                                           | 2–0                                                             |                                                                 |
| Prat                                                            | 4–3                                                             | Lord Cochrane de Coyhaique                                      | 19/07                                                           | 12:00                                                           | 1–0                                                             | 26/07                                                           | 13:00                                                           | 3–3                                                             |                                                                 |
| Fripass: Luchador, Lord Cochrane och Balmaceda                  |                                                                 |                                                                 |                                                                 |                                                                 |                                                                 |                                                                 |                                                                 |                                                                 |                                                                 |

|}

## Fjärde omgången
I denna omgång gick lagen in från Primera B. Dessutom spelas en speciell match mellan Colo Colo och Påsköns landslag i fotboll, som fick vara med i den chilenska cupen. Matchen kallades för "århundradets match". Alla matcher från och med den här omgången spelas inte i dubbelmöten utan avgörs i ett enda möte.
| 5/08  | 15:00 | El Alto                    | Padre Las Casas | 500   | Unión Temuco         | 4–1           | Naval                 |
| 5/08  | 16:00 | Municipal de Hanga Roa     | Påskön          | 3 000 | Påsköns landslag     | 0–4           | Colo-Colo             |
| 5/08  | 20:00 | Bicentenario Germán Becker | Temuco          | 2 000 | Deportivo Temuco     | 3–1           | Deportes Concepción   |
| 12/08 | 12:00 | Municipal de Lo Barnechea  | Lo Barnechea    | 100   | Barnechea            | 2–2 (2–3 str) | Deportes Melipilla    |
| 12/08 | 20:00 | Municipal de Peñalolén     | Santiago        | 74    | Peñalolén            | 2–3           | Unión San Felipe      |
| 12/08 | 20:00 | Municipal de Ovalle        | Ovalle          | 1 500 | Deportes Ovalle      | 0–0 (2–3 str) | Coquimbo Unido        |
| 12/08 | 20:30 | Santiago Bueras            | Santiago        | 4 000 | Magallanes           | 1–1 (3–5 str) | Santiago Wanderers    |
| 13/08 | 19:30 | Dr.Olegario Henríquez      | San Antonio     | 1 200 | Balmaceda            | 0–0 (1–3 str) | Deportes Copiapó      |
| 13/08 | 20:00 | Municipal de Concepción    | Concepción      | 1 000 | Fernández Vial       | 1–2           | Lota Schwager         |
| 19/08 | 16:00 | Quilín                     | Santiago        | –     | Colchagua            | 1–1 (4–5 str) | Unión La Calera       |
| 19/08 | 19:00 | Lucas Pacheco Toro         | Talagante       |       | Provincial Talagante | 1–1 (3–4 str) | Deportes Antofagasta  |
| 19/08 | 19:30 | Municipal de Concepción    | Concepción      | 155   | Lord Cochrane        | 0–0 (3–5 str) | San Luis              |
| 19/08 | 20:00 | Municipal de Villarrica    | Villarrica      | 1 500 | Luchador             | 1–2           | Deportes Puerto Montt |
| 19/08 | 20:00 | Municipal de La Pintana    | Santiago        |       | Municipal La Pintana | 1–2           | San Marcos de Arica   |
| 19/08 | 20:00 | Antonio Ríspoli Díaz       | Punta Arenas    | 4 500 | Prat                 | 1–2           | Provincial Osorno     |

## Femte omgången
I den femte omgången gick lagen från Primera División in i turnering, förutom Colo-Colo som spelade redan i den fjärde omgången från Påsköns landslag.
| 26/08 | 20:00 | Municipal de San Felipe                 | San Felipe  | 1 720  | Unión San Felipe      | 2–1           | O'Higgins                 |
| 26/08 | 21:00 | Regional                                | Antofagasta | 2 000  | Deportes Antofagasta  | 2–1           | Cobreloa                  |
| 26/08 | 22:00 | Carlos Dittborn                         | Arica       | 7 800  | San Marcos de Arica   | 2–2 (5–6 str) | Municipal Iquique         |
| 26/08 | 22:00 | Regional Chiledeportes                  | Valparaíso  | 4 000  | San Luis              | 2–2 (5–3 str) | Universidad de Chile      |
| 02/09 | 16:00 | La Cisterna                             | Santiago    | 500    | Palestino             | 0–1           | Curicó Unido              |
| 02/09 | 16:00 | Federico Schwager                       | Coronel     | 1 500  | Lota Schwager         | 2–1           | Huachipato                |
| 02/09 | 19:00 | Luis Álamos Luque                       | Chañaral    | 386    | Deportes Copiapó      | 0–4           | Cobresal                  |
| 02/09 | 20:00 | Bicentenario Francisco Sánchez Rumoroso | Coquimbo    | 10 000 | Coquimbo Unido        | 1–1 (4–3 str) | Deportes La Serena        |
| 02/09 | 20:00 | Nicolas Chahuán                         | La Calera   | 1 000  | Unión La Calera       | 2–5           | Unión Española            |
| 02/09 | 20:00 | Bicentenario de La Florida              | Santiago    | 527    | Audax Italiano        | 2–3           | Santiago Morning          |
| 02/09 | 20:00 | Roberto Bravo                           | Melipilla   | 367    | Deportes Melipilla    | 2–0           | Rangers                   |
| 02/09 | 22:00 | Bicentenario Germán Becker              | Temuco      | 6 000  | Unión Temuco          | 2–0           | Universidad Católica      |
| 15/09 | 20:00 | Rubén Marcos                            | Osorno      | 265    | Deportes Puerto Montt | 0–3           | Universidad de Concepción |
| 16/09 | 19:00 | Regional Chiledeportes                  | Valparaíso  | 11 000 | Santiago Wanderers    | 0–0 (5–4 str) | Everton                   |
| 16/09 | 20:00 | Rubén Marcos                            | Osorno      | 3 500  | Provincial Osorno     | 2–1           | Ñublense                  |
| 16/09 | 22:00 | Bicentenario Germán Becker              | Temuco      | 18 000 | Deportivo Temuco      | 0–4           | Colo-Colo                 |

## Slutspel
|  | Åttondelsfinaler       | Åttondelsfinaler |                         |       | Kvartsfinaler | Kvartsfinaler |  |  | Semifinaler | Semifinaler |  |  | Final | Final |
|  |                        |                  |                         |       |               |               |  |  |             |             |  |  |       |       |
|  |                        |                  |                         |       |               |               |  |  |             |             |  |  |       |       |
|  |                        |                  |                         |       |               |               |  |  |             |             |  |  |       |       |
|  | Deportes Antofagasta   | 0                |                         |       |               |               |  |  |             |             |  |  |       |       |
|  | Deportes Antofagasta   | 0                |                         |       |               |               |  |  |             |             |  |  |       |       |
|  | Municipal Iquique      | 1                |                         |       |               |               |  |  |             |             |  |  |       |       |
|  | Municipal Iquique      | 1                | Municipal Iquique       | 1     |               |               |  |  |             |             |  |  |       |       |
|  |                        |                  | Municipal Iquique       | 1     |               |               |  |  |             |             |  |  |       |       |
|  |                        | Coquimbo Unido   | 0                       |       |               |               |  |  |             |             |  |  |       |       |
|  | Coquimbo Unido         | Coquimbo Unido   | 0                       | 1     |               |               |  |  |             |             |  |  |       |       |
|  | Coquimbo Unido         |                  |                         | 1     |               |               |  |  |             |             |  |  |       |       |
|  | Cobresal               | 0                |                         |       |               |               |  |  |             |             |  |  |       |       |
|  | Cobresal               | 0                | Municipal Iquique (str) | 1 (4) |               |               |  |  |             |             |  |  |       |       |
|  |                        |                  | Municipal Iquique (str) | 1 (4) |               |               |  |  |             |             |  |  |       |       |
|  |                        | Santiago Morning | 1 (2)                   |       |               |               |  |  |             |             |  |  |       |       |
|  | Santiago Wanderers     | Santiago Morning | 1 (2)                   | 0 (3) |               |               |  |  |             |             |  |  |       |       |
|  | Santiago Wanderers     |                  |                         | 0 (3) |               |               |  |  |             |             |  |  |       |       |
|  | Santiago Morning (str) | 0 (5)            |                         |       |               |               |  |  |             |             |  |  |       |       |
|  | Santiago Morning (str) | 0 (5)            | Santiago Morning        | 3     |               |               |  |  |             |             |  |  |       |       |
|  |                        |                  | Santiago Morning        | 3     |               |               |  |  |             |             |  |  |       |       |
|  |                        | Curicó Unido     | 1                       |       |               |               |  |  |             |             |  |  |       |       |
|  | Deportes Melipilla     | Curicó Unido     | 1                       | 2     |               |               |  |  |             |             |  |  |       |       |
|  | Deportes Melipilla     |                  |                         | 2     |               |               |  |  |             |             |  |  |       |       |
|  | Curicó Unido           | 4                |                         |       |               |               |  |  |             |             |  |  |       |       |
|  | Curicó Unido           | 4                | Municipal Iquique       | 0     |               |               |  |  |             |             |  |  |       |       |
|  |                        |                  | Municipal Iquique       | 0     |               |               |  |  |             |             |  |  |       |       |
|  |                        | Unión San Felipe | 3                       |       |               |               |  |  |             |             |  |  |       |       |
|  | Unión San Felipe       | Unión San Felipe | 3                       | 1     |               |               |  |  |             |             |  |  |       |       |
|  | Unión San Felipe       |                  |                         | 1     |               |               |  |  |             |             |  |  |       |       |
|  | Unión Española         | 0                |                         |       |               |               |  |  |             |             |  |  |       |       |
|  | Unión Española         | 0                | Unión San Felipe (str)  | 1 (6) |               |               |  |  |             |             |  |  |       |       |
|  |                        |                  | Unión San Felipe (str)  | 1 (6) |               |               |  |  |             |             |  |  |       |       |
|  |                        | Colo-Colo        | 1 (5)                   |       |               |               |  |  |             |             |  |  |       |       |
|  | Lota Schwager          | Colo-Colo        | 1 (5)                   | 0     |               |               |  |  |             |             |  |  |       |       |
|  | Lota Schwager          |                  |                         | 0     |               |               |  |  |             |             |  |  |       |       |
|  | Colo-Colo              | 1                |                         |       |               |               |  |  |             |             |  |  |       |       |
|  | Colo-Colo              | 1                | Unión San Felipe        | 2     |               |               |  |  |             |             |  |  |       |       |
|  |                        |                  | Unión San Felipe        | 2     |               |               |  |  |             |             |  |  |       |       |
|  |                        | U. de Concepción | 0                       |       |               |               |  |  |             |             |  |  |       |       |
|  | Unión Temuco (str)     | U. de Concepción | 0                       | 2 (5) |               |               |  |  |             |             |  |  |       |       |
|  | Unión Temuco (str)     |                  |                         | 2 (5) |               |               |  |  |             |             |  |  |       |       |
|  | Provincial Osorno      | 2 (4)            |                         |       |               |               |  |  |             |             |  |  |       |       |
|  | Provincial Osorno      | 2 (4)            | Unión Temuco            | 0 (5) |               |               |  |  |             |             |  |  |       |       |
|  |                        |                  | Unión Temuco            | 0 (5) |               |               |  |  |             |             |  |  |       |       |
|  |                        | U. de Concepción | 0 (6)                   |       |               |               |  |  |             |             |  |  |       |       |
|  | San Luis               | U. de Concepción | 0 (6)                   | 1 (4) |               |               |  |  |             |             |  |  |       |       |
|  | San Luis               |                  |                         | 1 (4) |               |               |  |  |             |             |  |  |       |       |
|  | U. de Conepción        | 1 (5)            |                         |       |               |               |  |  |             |             |  |  |       |       |
|  | U. de Conepción        | 1 (5)            |                         |       |               |               |  |  |             |             |  |  |       |       |